# Пол Вайкс
Пол Вайкс (англ. Paul Wykes, нар.15 квітня 1971) —  англійський колишній професіональний гравець в снукер, а також успішний тренер.

## Кар'єра
Став професіоналом у 1991 році. У 1997 вперше вийшов до 1/8 фіналу рейтингового турніру ( Гран-прі). У 1999 році досяг такого ж результату на чемпіонаті Великої Британії, що можна вважати його найкращим досягненням. Свій вищий  брейк — 135 очок — Вайкс зробив на Thailand Open 1996. Найкращий результат Пола на  чемпіонаті світу — останній раунд кваліфікації ( 2002).
Після сезону 2006/07 Вайкс вибув з мейн-туру.